# Milkaual
Milkaual är en ort i Mexiko.   Den ligger i kommunen Huautla och delstaten Hidalgo, i den sydöstra delen av landet, 200 km norr om huvudstaden Mexico City. Milkaual ligger 496 meter över havet och antalet invånare är 216.
Terrängen runt Milkaual är huvudsakligen lite kuperad. Milkaual ligger uppe på en höjd. Runt Milkaual är det ganska tätbefolkat, med 96 invånare per kvadratkilometer. Närmaste större samhälle är Huejutla de Reyes, 16,2 km nordväst om Milkaual. Omgivningarna runt Milkaual är en mosaik av jordbruksmark och naturlig växtlighet.